# 카르네아데스

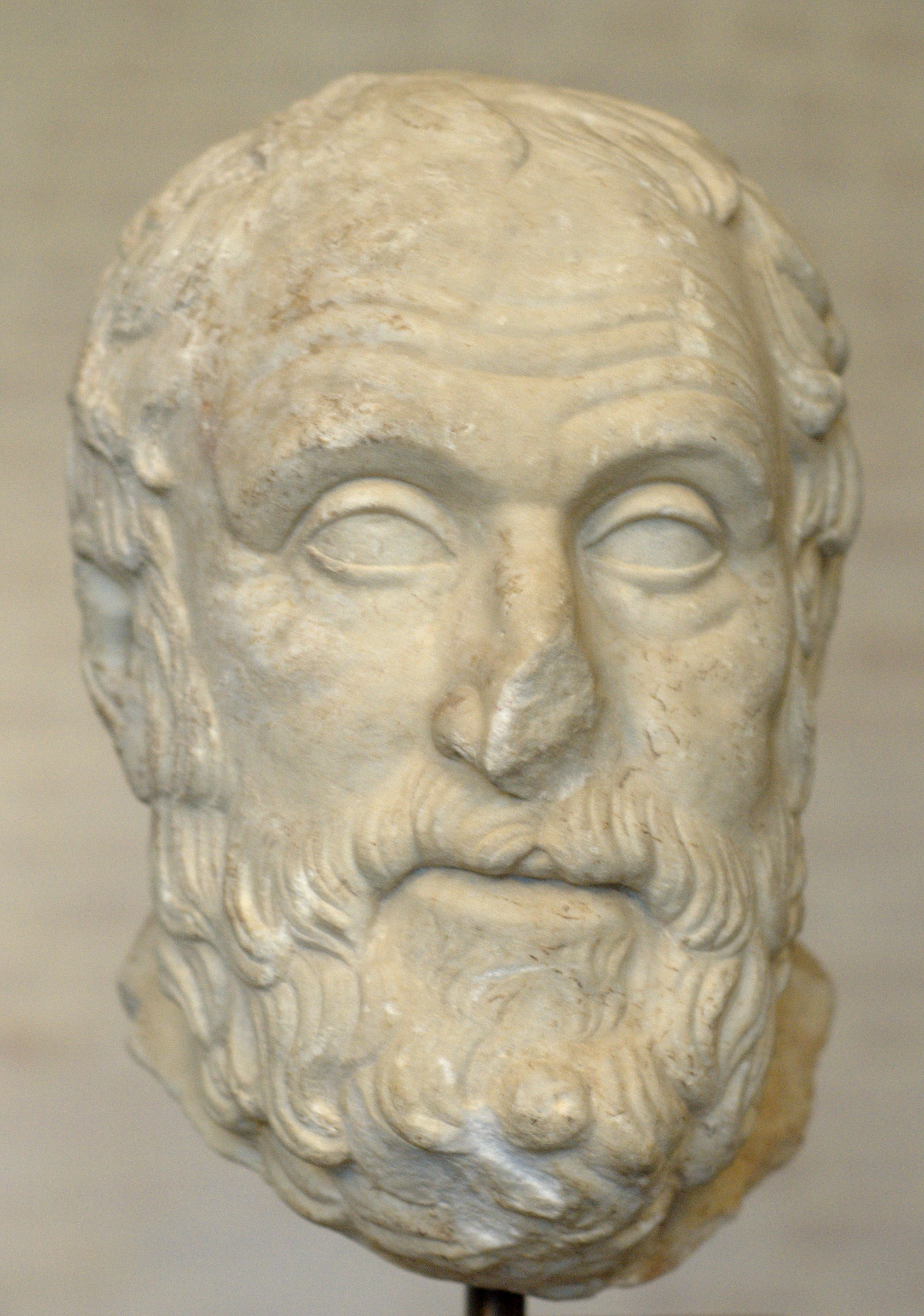
카르네아데스.

카르네아데스(Καρνεάδης, Karneadēs, 기원전 214년 ~ 기원전 129년)는 고대 유럽의 철학자이다. 신아카데미의 창시자이자 회의론자로서, 진리의 기준을 인정하지 않고 특히 스토아 학파의 신 존재의 증명이나 신의 섭리에 관한 이론을 공격하였다. 완전한 판단 중지의 태도를 취하지 않고 개연성을 고찰하였으며 개연성의 정도를 세 가지로 구별하였다.

## 같이 보기
- 반실재론
- 피론주의
- 주관주의